# Dreiband-Weltmeisterschaft für Nationalmannschaften 2013

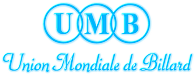
Logo UMB (ausrichtender Verband)

Veranstaltungsort: Viersen

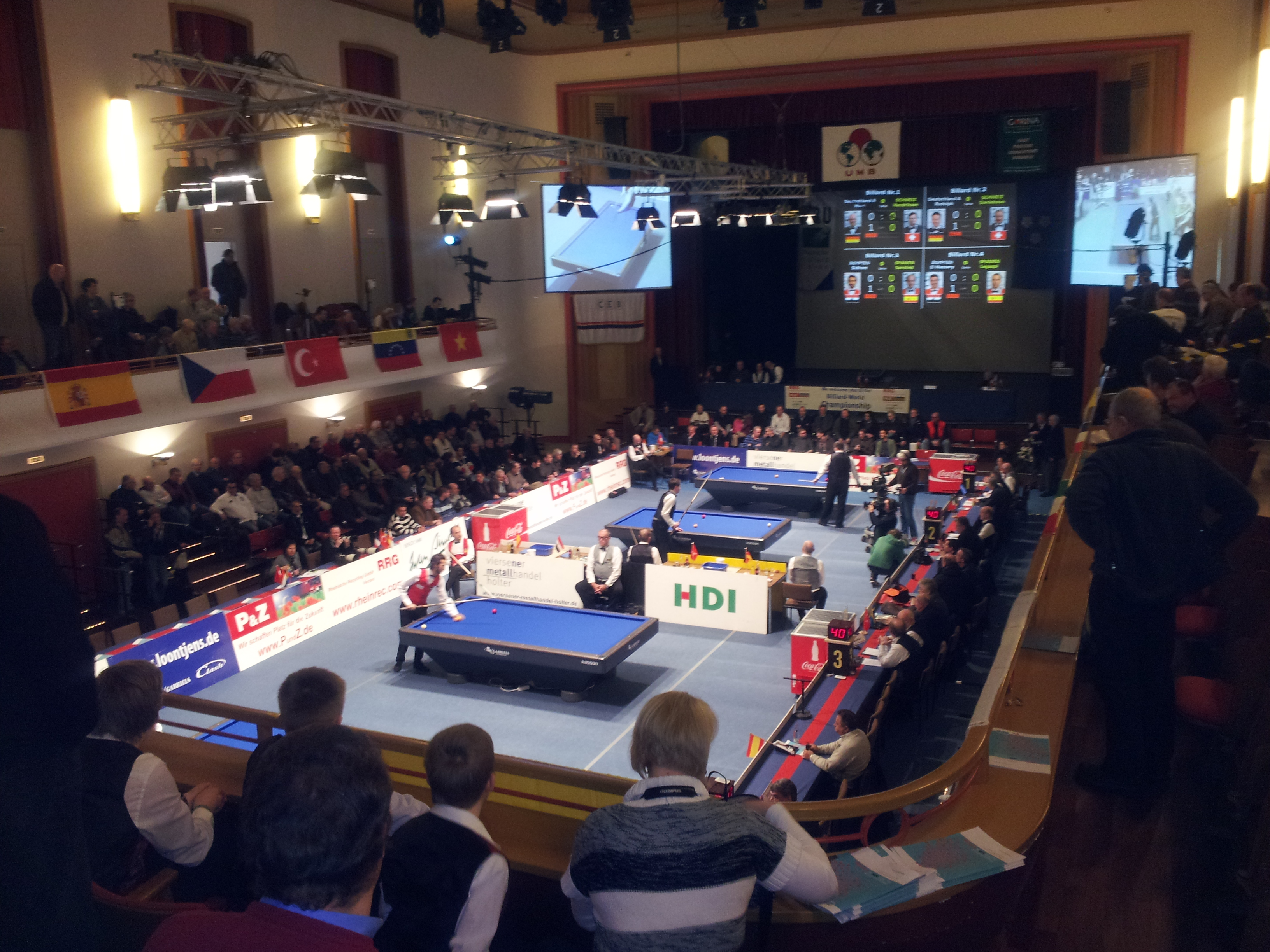
Turniersaal 2013

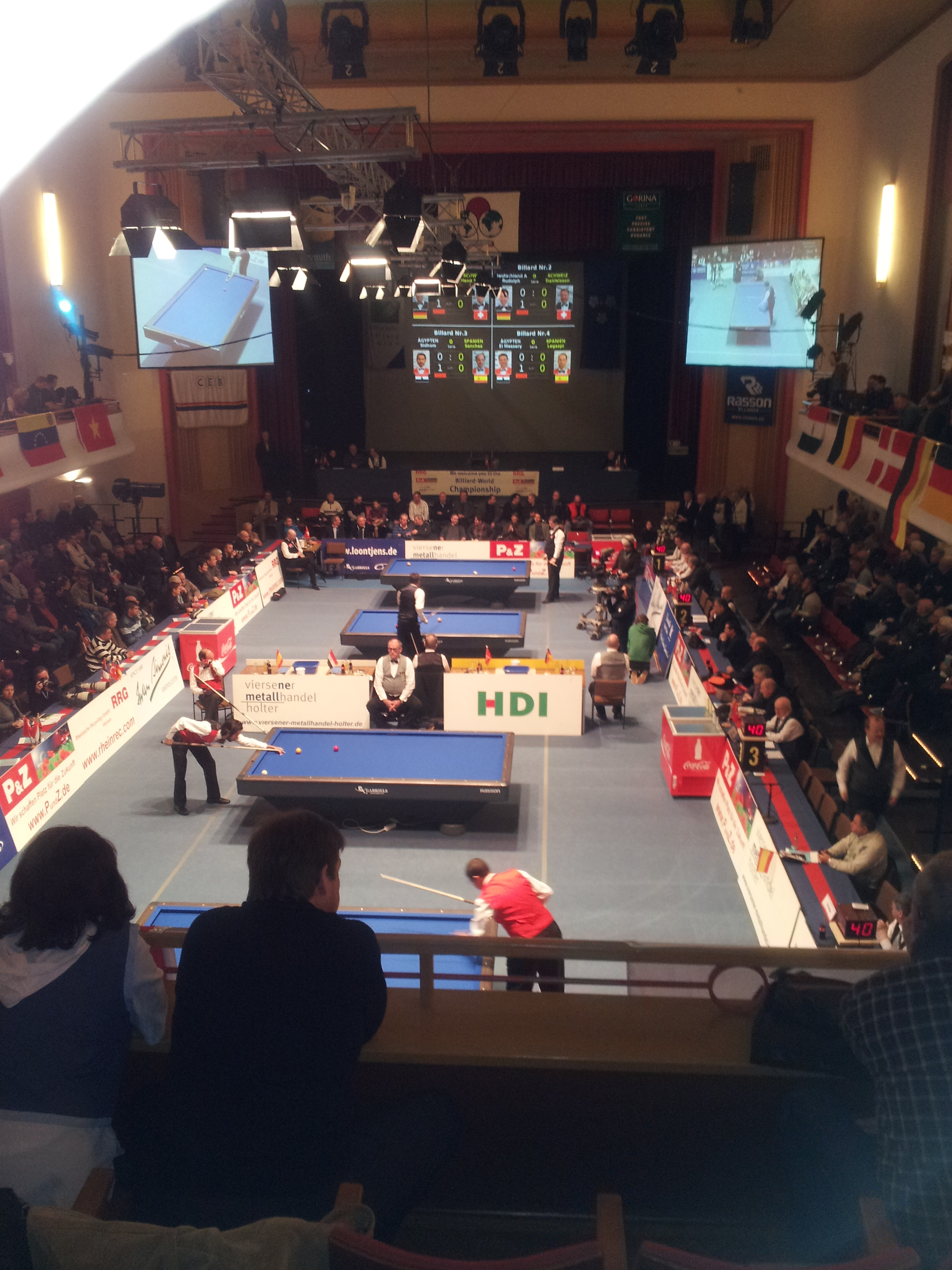

Die Dreiband-Weltmeisterschaft für Nationalmannschaften 2013 ist die 27. Auflage dieses Turniers, das seit 1981 in der Regel jährlich in der Billardvariante Dreiband ausgetragen wird. Sie fand vom 21. bis zum 24. Februar 2013 in Viersen statt, das seit 1990 fester WM-Austragungsort ist.

## Spielmodus
Normalerweise wird das Turnier mit 24 Teams gespielt. Melden sich aber weniger Teams, werden B-Teams nach folgendem Vergabemodus zugelassen:
1. Titelträger (hier:  Belgien)
2. Organisierende Nation (hier:  Deutschland)
3. Nächstfolgende Nation nach Weltrangliste (hier:  Niederlande)

Gespielt wird seit dem 17. Januar 2013 nicht mehr im Satzsystem, sondern auf 30 Punkte. So lange noch ein Unentschieden in der Begegnung möglich ist, wird während des gesamten Turniers mit Nachstoß gespielt. Dann spielt die erste Paarung, die die Partie beendet hat, eine Verlängerung bis 10 Points. Seit 2004 wird kein Platz 3 mehr ausgespielt. Es gibt 2 Bronzemedaillen. Das Zeitlimit je Stoß liegt bei 40 Sekunden. Je Spiel ist ein Time-out von 40 Sekunden möglich. Das Ranking wird wie folgt ermittelt:
1. Matchpoint (MP)
2. Partie Punkte (PP)
3. Mannschafts-Generaldurchschnitt (MGD)

## Teilnehmer
| Nation        | Gruppe | Spieler 1           | Spieler 2           |
| ------------- | ------ | ------------------- | ------------------- |
| Ägypten       | C      | Sameh Sidhom        | Ihab el Messery     |
| Belgien A     | A      | Eddy Merckx         | Frédéric Caudron    |
| Belgien B     | F      | Frédéric Mottet     | Francis Forton      |
| Deutschland A | B      | Martin Horn         | Christian Rudolph   |
| Deutschland B | G      | Ronny Lindemann     | Markus Dömer        |
| Dänemark      | H      | Tonny Carlsen       | Thomas Andersen     |
| Ecuador       | E      | Javier Teran        | Jorge Rubio         |
| Frankreich    | H      | Jérémy Bury         | Jérôme Barbeillon   |
| Italien       | A      | Antonio Oddo        | Domenico Mingiardi  |
| Japan         | F      | O Takeshima         | Tatsuo Arai         |
| Kolumbien     | A      | Julian Morales      | Carloman Ortiz      |
| Südkorea      | D      | Kim Kyung-roul      | Heo Jung-han        |
| Luxemburg     | B      | Ramon Hamm          | Bryan Tempelers     |
| Niederlande A | F      | Dick Jaspers        | Raimond Burgman     |
| Niederlande B | H      | Jean Paul de Bruijn | Barry van Beers     |
| Österreich    | E      | Andreas Efler       | Arnim Kahofer       |
| Portugal      | D      | Rui Manuel Costa    | Joao Pedro Ferreira |
| Schweden      | E      | Torbjörn Blomdahl   | Michael Nilsson     |
| Schweiz       | B      | René Hendriksen     | Torsten Danielsson  |
| Spanien       | C      | Daniel Sánchez      | Rubén Legazpi       |
| Tschechien    | C      | Martin Bohac        | Radek Novak         |
| Türkei        | G      | Tayfun Taşdemir     | Murat Naci Çoklu    |
| Venezuela     | D      | Merlin Romero       | Miguel Canton       |
| Vietnam       | G      | Nguyễn Quốc Nguyện  | Ngô Đình Nại        |

## Gruppenphase
Die deutsche Zweitmannschaft startete verhalten in ihre ersten Spiele. Der Dortmunder Markus Dömer konnte mit einem denkbar knappen 30:29 gegen den Vietnamesen Ngô Đình Nại sein Spiel gewinnen, Ronny Lindemann aus Witten startete denkbar schlecht, lag nach 20 Aufnahmen mit 7:22 gegen Nguyễn Quốc Nguyện hinten, auch eine Serie von 13 Bällen änderte daran nichts. Zum Schluss verlor er gegen den Vietnamesen mit 27:30. Die beiden Österreicher Arnim Kahofer und Andreas Efler konnten ihre beiden ersten Spiele gegen Ecuador gewinnen. In einer starken Partie besiegte der Venezolaner Miguel Canton seinen portugiesischen Gegner in nur 17 Aufnahmen mit 30:14. Canton beendete sein erstes Spiel mit einer Serie von 9. Nachdem das Satzturnier abgeschafft wurde, konnte Dick Jaspers einen neuen Turnierrekord mit einer Höchstserie (HS) von 22 aufstellen (BED 4,285). Für eine Überraschung sorgten die Ecuadorianer, die den Titelfavoriten Schweden klar mit 2:0 besiegten. Der Schwede Torbjörn Blomdahl konnte in seinem Abendspiel gegen den Andreas Efler den Frust vom verlorenen Vormittagsspiel Luft machen und hatte nach nur 6 Aufnahmen seinen ersten Matchball. Er brauchte jedoch noch zwei weitere Versuche zum Partiegewinn. Elfer hatte gegen den mit Rückenschmerzen kämpfenden schwedischen Meister Michael Nilsson keine Probleme zu gewinnen. Dieses Remis reichte den Schweden jedoch nicht aus. Als Gruppenletzte schieden die Seriensieger von 2005 bis 2009 vorzeitig aus dem Turnier aus. Das deutsche A-Team mit Martin Horn und Christian Rudolph hatte in ihrem letzten Spiel gegen die Schweiz keine Probleme mit dem Einzug ins Viertelfinale der Endrunde. Horn gewann mit einer 9er-Serie in nur neun Aufnahmen (30:9; GD 3,750) ungefährdet, Rudolph brauchte in einem Abwehrspiel und bedrängt von den Kameras des WDR 34 Aufnahmen um seinen eidgenössischen Gegner zu bezwingen. Im letzten Spiel der Gruppe A erteilte der Belgier Eddy Merckx seinem kolumbianischen Gegner Julian Morales eine Lehrstunde in Sachen Karambolage und fegte diesen mit 30:1 in 8 Aufnahmen quasi vom Tisch. Merckx Teamkollege Frédéric Caudron hatte es da ungleich schwerer und entkam nur knapp einer Niederlage. Am Ende gewann er dann noch knapp mit 30:29 in 20. Als letzte Nation zogen die Koreaner Kim Kyung-roul mit 12 bzw. Heo Jung-han mit 16 Aufnahmen ungefährdet in die Finalrunde ein.

### Gruppe A
| Platz | Nation    | Sp. | G-U-V | MP  | PP  | MGD   | BEMD  |
| ----- | --------- | --- | ----- | --- | --- | ----- | ----- |
| 1     | Belgien A | 2   | 2-0-0 | 4:0 | 8:0 | 1,791 | 2,142 |
| 2     | Kolumbien | 2   | 0-1-1 | 1:3 | 2:6 | 1,049 | 1,037 |
| 3     | Italien   | 2   | 0-1-1 | 1:3 | 2:6 | 0,782 | 0,830 |

| Datum                   | Nation 1  | MGD   | MP  | PP  | MGD   | Nation 2  |
| ----------------------- | --------- | ----- | --- | --- | ----- | --------- |
| 21. Februar 2013 18:00h | Kolumbien | 1,037 | 1:1 | 2:2 | 0,830 | Italien   |
| 22. Februar 2013 16:00h | Italien   | 0,717 | 0:2 | 0:4 | 1,538 | Belgien A |
| 23. Februar 2013 13:30h | Belgien A | 2,142 | 2:0 | 4:0 | 1,071 | Kolumbien |

### Gruppe B
| Platz | Nation        | Sp. | G-U-V | MP  | PP  | MGD   | BEMD  |
| ----- | ------------- | --- | ----- | --- | --- | ----- | ----- |
| 1     | Deutschland A | 2   | 2-0-0 | 4:0 | 8:0 | 1,200 | 1,395 |
| 2     | Schweiz       | 2   | 0-1-1 | 1:3 | 2:6 | 0,800 | 0,835 |
| 3     | Luxemburg     | 2   | 0-1-1 | 1:3 | 2:6 | 0,612 | 0,582 |

| Datum                   | Nation 1      | MGD   | MP  | PP  | MGD   | Nation 2      |
| ----------------------- | ------------- | ----- | --- | --- | ----- | ------------- |
| 21. Februar 2013 18:00h | Schweiz       | 0,825 | 1:1 | 2:2 | 0,582 | Luxemburg     |
| 22. Februar 2013 16:00h | Luxemburg     | 0,649 | 0:2 | 0:4 | 1,052 | Deutschland A |
| 23. Februar 2013 11:00h | Deutschland A | 1,395 | 2:0 | 4:0 | 0,744 | Schweiz       |

### Gruppe C
| Platz | Nation     | Sp. | G-U-V | MP  | PP  | MGD   | BEMD  |
| ----- | ---------- | --- | ----- | --- | --- | ----- | ----- |
| 1     | Spanien    | 2   | 2-0-0 | 4:0 | 8:0 | 1,379 | 1,428 |
| 2     | Ägypten    | 2   | 1-0-1 | 2:2 | 4:4 | 1,159 | 1,304 |
| 3     | Tschechien | 2   | 0-0-2 | 0:4 | 0:8 | 1,076 | -     |

| Datum                   | Nation 1   | MGD   | MP  | PP  | MGD   | Nation 2   |
| ----------------------- | ---------- | ----- | --- | --- | ----- | ---------- |
| 21. Februar 2013 16:00h | Tschechien | 1,065 | 0:2 | 0:4 | 1,304 | Ägypten    |
| 22. Februar 2013 14:00h | Spanien    | 1,333 | 2:0 | 4:0 | 1,088 | Tschechien |
| 23. Februar 2013 11:00h | Spanien    | 1,428 | 2:0 | 4:0 | 1,000 | Ägypten    |

### Gruppe D
| Platz | Nation    | Sp. | G-U-V | MP  | PP  | MGD   | BEMD  |
| ----- | --------- | --- | ----- | --- | --- | ----- | ----- |
| 1     | Südkorea  | 2   | 2-0-0 | 4:0 | 8:0 | 1,666 | 2,142 |
| 2     | Venezuela | 2   | 0-1-1 | 1:3 | 2:6 | 1,388 | 1,358 |
| 3     | Portugal  | 2   | 0-1-1 | 1:3 | 2:6 | 1,060 | 1,128 |

| Datum                   | Nation 1  | MGD   | MP  | PP  | MGD   | Nation 2  |
| ----------------------- | --------- | ----- | --- | --- | ----- | --------- |
| 21. Februar 2013 16:00h | Portugal  | 1,128 | 1:1 | 2:2 | 1,358 | Venezuela |
| 22. Februar 2013 14:00h | Südkorea  | 1,363 | 2:0 | 4:0 | 1,000 | Portugal  |
| 23. Februar 2013 13:30h | Venezuela | 1,428 | 0:2 | 0:4 | 2,142 | Südkorea  |

### Gruppe E
| Platz | Nation     | Sp. | G-U-V | MP  | PP  | MGD   | BEMD  |
| ----- | ---------- | --- | ----- | --- | --- | ----- | ----- |
| 1     | Österreich | 2   | 1-1-0 | 3:1 | 6:2 | 1,066 | 1,241 |
| 2     | Ecuador    | 2   | 1-0-1 | 2:2 | 4:4 | 0,961 | 1,428 |
| 3     | Schweden   | 2   | 0-1-1 | 1:3 | 2:6 | 1,422 | 1,896 |

| Datum                   | Nation 1   | MGD   | MP  | PP  | MGD   | Nation 2   |
| ----------------------- | ---------- | ----- | --- | --- | ----- | ---------- |
| 21. Februar 2013 14:00h | Österreich | 0,983 | 2:0 | 4:0 | 0,639 | Ecuador    |
| 22. Februar 2013 11:00h | Ecuador    | 1,428 | 2:0 | 4:0 | 1,095 | Schweden   |
| 23. Februar 2013 20:00h | Schweden   | 1,896 | 1:1 | 2:2 | 1,241 | Österreich |

### Gruppe F
| Platz | Nation        | Sp. | G-U-V | MP  | PP  | MGD   | BEMD  |
| ----- | ------------- | --- | ----- | --- | --- | ----- | ----- |
| 1     | Niederlande A | 2   | 2-0-0 | 4:0 | 8:0 | 1,666 | 1,714 |
| 2     | Japan         | 2   | 1-0-1 | 2:2 | 4:4 | 1,062 | 0,983 |
| 3     | Belgien B     | 2   | 0-0-2 | 0:4 | 0:8 | 0,897 | -     |

| Datum                   | Nation 1      | MGD   | MP  | PP  | MGD   | Nation 2      |
| ----------------------- | ------------- | ----- | --- | --- | ----- | ------------- |
| 21. Februar 2013 14:00h | Japan         | 0,983 | 2:0 | 4:0 | 0,803 | Belgien B     |
| 22. Februar 2013 11:00h | Belgien B     | 1,054 | 0:2 | 0:4 | 1,621 | Niederlande A |
| 23. Februar 2013 20:00h | Niederlande A | 1,714 | 2:0 | 4:0 | 1,200 | Japan         |

### Gruppe G
| Platz | Nation        | Sp. | G-U-V | MP  | PP  | MGD   | BEMD  |
| ----- | ------------- | --- | ----- | --- | --- | ----- | ----- |
| 1     | Türkei        | 2   | 2-0-0 | 4:0 | 7:1 | 1,666 | 2,000 |
| 2     | Deutschland B | 2   | 0-1-1 | 1:3 | 3:5 | 1,009 | 0,826 |
| 3     | Vietnam       | 2   | 0-1-1 | 1:3 | 2:6 | 0,868 | 0,855 |

| Datum                   | Nation 1      | MGD   | MP  | PP  | MGD   | Nation 2      |
| ----------------------- | ------------- | ----- | --- | --- | ----- | ------------- |
| 21. Februar 2013 12:00h | Vietnam       | 0,855 | 1:1 | 2:2 | 0,826 | Deutschland B |
| 22. Februar 2013 20:00h | Deutschland B | 1,309 | 0:2 | 1:3 | 1,428 | Türkei        |
| 23. Februar 2013 18:00h | Türkei        | 2,000 | 2:0 | 4:0 | 0,900 | Vietnam       |

### Gruppe H
| Platz | Nation        | Sp. | G-U-V | MP  | PP  | MGD   | BEMD  |
| ----- | ------------- | --- | ----- | --- | --- | ----- | ----- |
| 1     | Dänemark      | 2   | 1-1-0 | 3:1 | 6:2 | 1,720 | 1,818 |
| 2     | Niederlande B | 2   | 0-2-0 | 2:2 | 4:4 | 1,149 | 1,371 |
| 3     | Frankreich    | 2   | 0-1-1 | 1:3 | 2:6 | 0,941 | 1,000 |

| Datum                   | Nation 1      | MGD   | MP  | PP  | MGD   | Nation 2      |
| ----------------------- | ------------- | ----- | --- | --- | ----- | ------------- |
| 21. Februar 2013 12:00h | Frankreich    | 1,000 | 1:1 | 2:2 | 1,000 | Niederlande B |
| 21. Februar 2013 20:00h | Dänemark      | 1,818 | 2:0 | 4:0 | 0,848 | Frankreich    |
| 22. Februar 2013 18:00h | Niederlande B | 1,371 | 1:1 | 2:2 | 1,628 | Dänemark      |

## Finalrunde
In den ersten beiden Spielen des Viertelfinale besiegte Deutschland 1 die Österreicher mit 2:0. Martin Horn stürmte in seiner Partie gegen Andreas Elfer rasch nach vorne und deklassierte ihn mit 40:14 in 16 Aufnahmen. In der anderen Partie führte zunächst Rudolph, sein Gegner legte aber zu, überholte Rudolph und baute seinen Vorsprung pro Aufnahme immer um ein bis zwei Punkte aus. Die Partie wurde jedoch beim Stand von 19:27 abgebrochen, weil die 19 Punkte von Rudolph ausreichten, um die Österreicher nach Hause zu schicken. Nicht gang so eindeutig verliefen die Spiele der Belgier gegen die Niederländer. In beiden Partien lieferten sich die Kontrahenten ein Kopf-an-Kopf-Rennen. Caudron hatte nicht zum ersten Mal bei dieser WM Startschwierigkeiten. Lag er bis zur Pause mit 15:21 hinten, konnte er danach zwar zulegen, in der 28. Aufnahme stand es 34:34, in der 31. hatte der Belgier dann zwar Matchball, aber Burgman hatte Nachstoß und erzwang ein Remis. Jaspers hatte in seinem Spiel gegen Merckx zwar bis zum Stand von 38:31 die Nase vorne, doch dem Belgier gelang eine 6er-Aufnahme und in der Folgeaufnahme noch ein „Fuchs“ mit einer 3er-Aufnahme. Damit waren die Niederländer aus dem Rennen. Im Finale kam es zur Neuauflage des letztjährigen Finales, Titelverteidiger Belgien gegen Vizeweltmeister Deutschland. Und wieder konnten die Belgier mit knappem Vorsprung gewinnen. Nachdem Caudron in seinem Match Rudolph mit 40:30 schlug, wurde die Partie Horn/Merckx beim Stand von 32:31 abgebrochen, weil die Belgier damit für die Deutschen nicht mehr einholbar waren.

|  | Viertelfinale (23. Februar 2013) 40 Points | Viertelfinale (23. Februar 2013) 40 Points |               |               | Halbfinale (24. Februar 2013) 40 Points | Halbfinale (24. Februar 2013) 40 Points |  |  | Finale (24. Februar 2013) 40 Points | Finale (24. Februar 2013) 40 Points |
|  |                                            |                                            |               |               |                                         |                                         |  |  |                                     |                                     |
|  | Deutschland A                              | 1:1/2:2/2,034                              |               |               |                                         |                                         |  |  |                                     |                                     |
|  | Österreich                                 | 1:1/2:2/1,413                              |               |               |                                         |                                         |  |  |                                     |                                     |
|  | Österreich                                 | 1:1/2:2/1,413                              | Deutschland A | 1:1/2:2/1,662 |                                         |                                         |  |  |                                     |                                     |
|  |                                            |                                            | Deutschland A | 1:1/2:2/1,662 |                                         |                                         |  |  |                                     |                                     |
|  |                                            | Türkei                                     | 1:1/2:2/1,555 |               |                                         |                                         |  |  |                                     |                                     |
|  | Spanien                                    | Türkei                                     | 1:1/2:2/1,555 | 1:1/2:2/1,200 |                                         |                                         |  |  |                                     |                                     |
|  | Spanien                                    |                                            |               | 1:1/2:2/1,200 |                                         |                                         |  |  |                                     |                                     |
|  | Türkei                                     | 1:1:2:2/1,480                              |               |               |                                         |                                         |  |  |                                     |                                     |
|  |                                            |                                            | Deutschland A | 1:1/2:2/1,127 |                                         |                                         |  |  |                                     |                                     |
|  |                                            | Belgien A                                  | 1:1/2:2/1,290 |               |                                         |                                         |  |  |                                     |                                     |
|  | Dänemark                                   | 0:2/0:4/0,807                              |               |               |                                         |                                         |  |  |                                     |                                     |
|  | Südkorea                                   | 2:0/4:0/1,298                              |               |               |                                         |                                         |  |  |                                     |                                     |
|  | Südkorea                                   | 2:0/4:0/1,298                              | Belgien A     | 2:0/4:0/2,296 |                                         |                                         |  |  |                                     |                                     |
|  |                                            |                                            | Belgien A     | 2:0/4:0/2,296 |                                         |                                         |  |  |                                     |                                     |
|  |                                            | Südkorea                                   | 0:2/0:4/0,888 |               |                                         |                                         |  |  |                                     |                                     |
|  | Niederlande A                              | Südkorea                                   | 0:2/0:4/0,888 | 0:2/1:3/1,444 |                                         |                                         |  |  |                                     |                                     |
|  | Niederlande A                              |                                            |               | 0:2/1:3/1,444 |                                         |                                         |  |  |                                     |                                     |
|  | Belgien A                                  | 2:0/3:1/1,481                              |               |               |                                         |                                         |  |  |                                     |                                     |

## Abschlusstabelle
| MP    | Match Punkte (Sieger = 2; Unentschieden = 1; Verlierer = 0) |
| SV    | Satzverhältnis (nur bei Turnieren im Satzsystem)            |
| Pkte. | Erzielte Karambolagen                                       |
| Aufn. | benötigte Aufnahmen                                         |
| GD    | Generaldurchschnitt                                         |
| MGD   | Mannschafts-Generaldurchschnitt                             |
| BED   | Bester Einzeldurchschnitt eines Spielers                    |
| BEMD  | Bester Einzeldurchschnitt einer Mannschaft                  |
| BSD   | Bester Satzdurchschnitt eines Spielers                      |
| HS    | Höchstserie                                                 |
| WRP   | Weltranglistenpunkte                                        |

| Abschlusstabelle | Abschlusstabelle | Abschlusstabelle | Abschlusstabelle | Abschlusstabelle | Abschlusstabelle | Abschlusstabelle | Abschlusstabelle | Abschlusstabelle | Abschlusstabelle | Abschlusstabelle | Abschlusstabelle |
| Phase            | Platz            | Nation           | Sp               | G-U-V            | MP               | PP               | Pkt.             | Aufn.            | MGD              | BEMD             | HS               |
| ---------------- | ---------------- | ---------------- | ---------------- | ---------------- | ---------------- | ---------------- | ---------------- | ---------------- | ---------------- | ---------------- | ---------------- |
| Finale           | 1                | Belgien A        | 5                | 5-0-0            | 10:0             | 17:3             | 333              | 203              | 1,640            | 2,296            | 10               |
| Finale           | 2                | Deutschland A    | 5                | 4-0-1            | 8:2              | 14:6             | 314              | 229              | 1,371            | 2,034            | 9                |
| Halb- finale     | 3                | Südkorea         | 4                | 3-0-1            | 6:2              | 12:4             | 218              | 156              | 1,397            | 2,142            | 9                |
| Halb- finale     | 3                | Türkei           | 4                | 3-0-1            | 6:2              | 11:5             | 264              | 167              | 1,580            | 2,000            | 14               |
| Viertel- finale  | 5                | Spanien          | 3                | 2-0-1            | 4:2              | 10:2             | 180              | 137              | 1,313            | 1,428            | 9                |
| Viertel- finale  | 6                | Niederlande A    | 3                | 2-0-1            | 4:2              | 9:3              | 198              | 126              | 1,571            | 1,714            | 22               |
| Viertel- finale  | 7                | Österreich       | 3                | 1-1-1            | 3:3              | 8:4              | 137              | 119              | 1,151            | 1,413            | 8                |
| Viertel- finale  | 8                | Dänemark         | 3                | 1-1-1            | 3:3              | 6:6              | 163              | 125              | 1,304            | 1,818            | 9                |
| Gruppen- phase   | 9                | Ägypten          | 2                | 1-0-1            | 2:2              | 4:4              | 102              | 88               | 1,159            | 1,304            | 5                |
| Gruppen- phase   | 10               | Niederlande B    | 2                | 1-0-1            | 2:2              | 4:4              | 100              | 87               | 1,149            | 1,371            | 8                |
| Gruppen- phase   | 11               | Japan            | 2                | 1-0-1            | 2:2              | 4:4              | 102              | 96               | 1,062            | 0,983            | 5                |
| Gruppen- phase   | 12               | Ecuador          | 2                | 1-0-1            | 2:2              | 4:4              | 99               | 103              | 0,961            | 1,428            | 8                |
| Gruppen- phase   | 13               | Deutschland B    | 2                | 0-1-1            | 1:3              | 3:5              | 112              | 111              | 1,009            | 1,309            | 13               |
| Gruppen- phase   | 14               | Venezuela        | 2                | 0-1-1            | 1:3              | 2:6              | 93               | 67               | 1,388            | 1,358            | 9                |
| Gruppen- phase   | 15               | Kolumbien        | 2                | 0-1-1            | 1:3              | 2:6              | 85               | 81               | 1,049            | 1,037            | 7                |
| Gruppen- phase   | 16               | Schweiz          | 2                | 0-1-1            | 1:3              | 2:6              | 88               | 110              | 0,800            | 0,835            | 7                |
| Gruppen- phase   | 17               | Schweden         | 2                | 0-1-1            | 1:3              | 2:6              | 101              | 71               | 1,422            | 1,896            | 12               |
| Gruppen- phase   | 18               | Portugal         | 2                | 0-1-1            | 1:3              | 2:6              | 88               | 83               | 1,060            | 1,128            | 12               |
| Gruppen- phase   | 19               | Frankreich       | 2                | 0-1-1            | 1:3              | 2:6              | 80               | 85               | 0,941            | 1,000            | 7                |
| Gruppen- phase   | 20               | Vietnam          | 2                | 0-1-1            | 1:3              | 2:6              | 86               | 99               | 0,868            | 0,855            | 6                |
| Gruppen- phase   | 21               | Italien          | 2                | 0-1-1            | 1:3              | 2:6              | 72               | 92               | 0,782            | 0,830            | 5                |
| Gruppen- phase   | 22               | Luxemburg        | 2                | 0-1-1            | 1:3              | 2:6              | 76               | 124              | 0,612            | 0,582            | 4                |
| Gruppen- phase   | 23               | Tschechien       | 2                | 0-0-2            | 0:4              | 0:8              | 98               | 91               | 1,076            | –                | 7                |
| Gruppen- phase   | 24               | Belgien B        | 2                | 0-0-2            | 0:4              | 0:8              | 88               | 98               | 0,897            | –                | 6                |